# Szalontai Barnabás

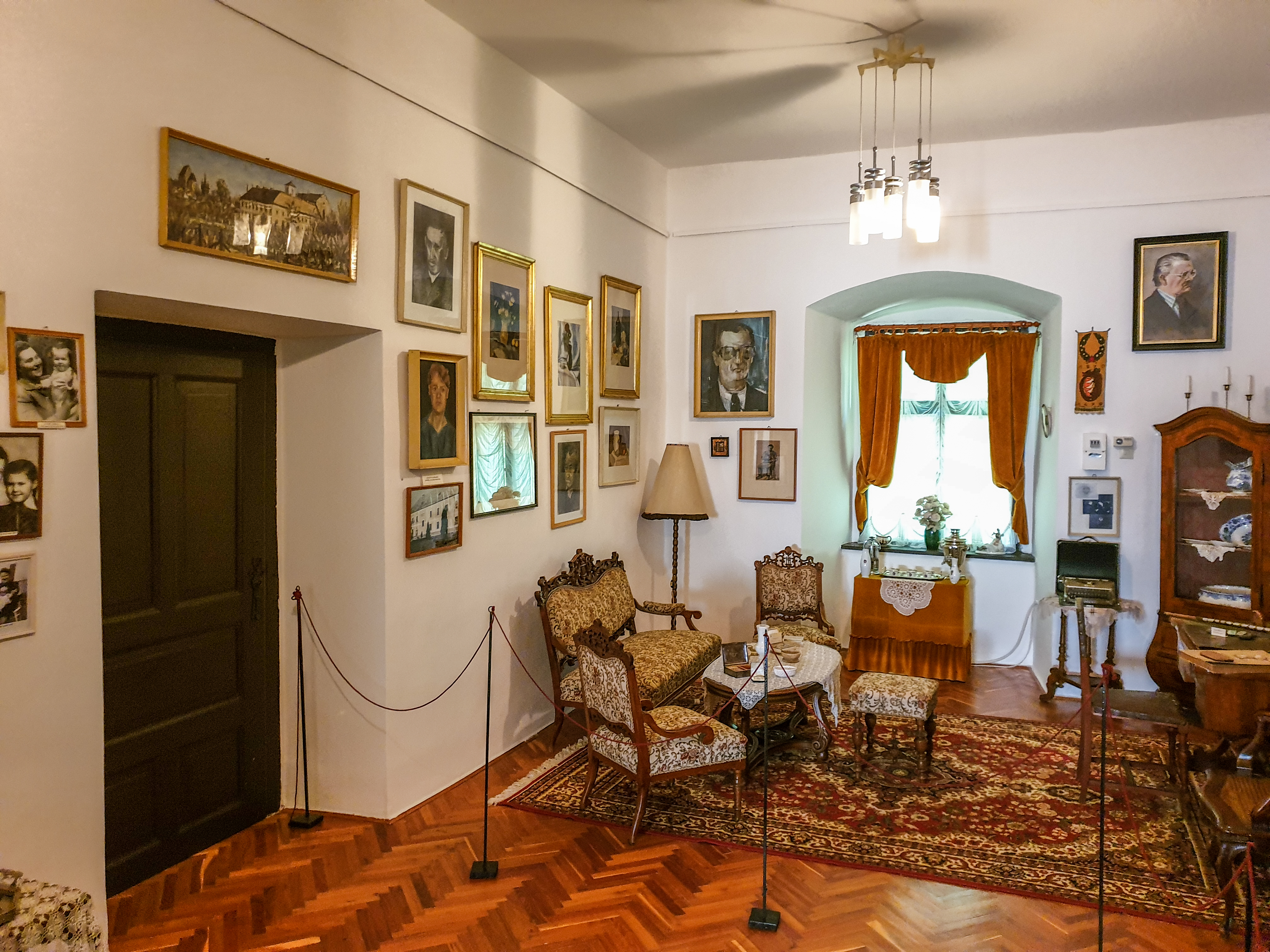
Emlékszobája a nyírbátori Báthori István Múzeumban

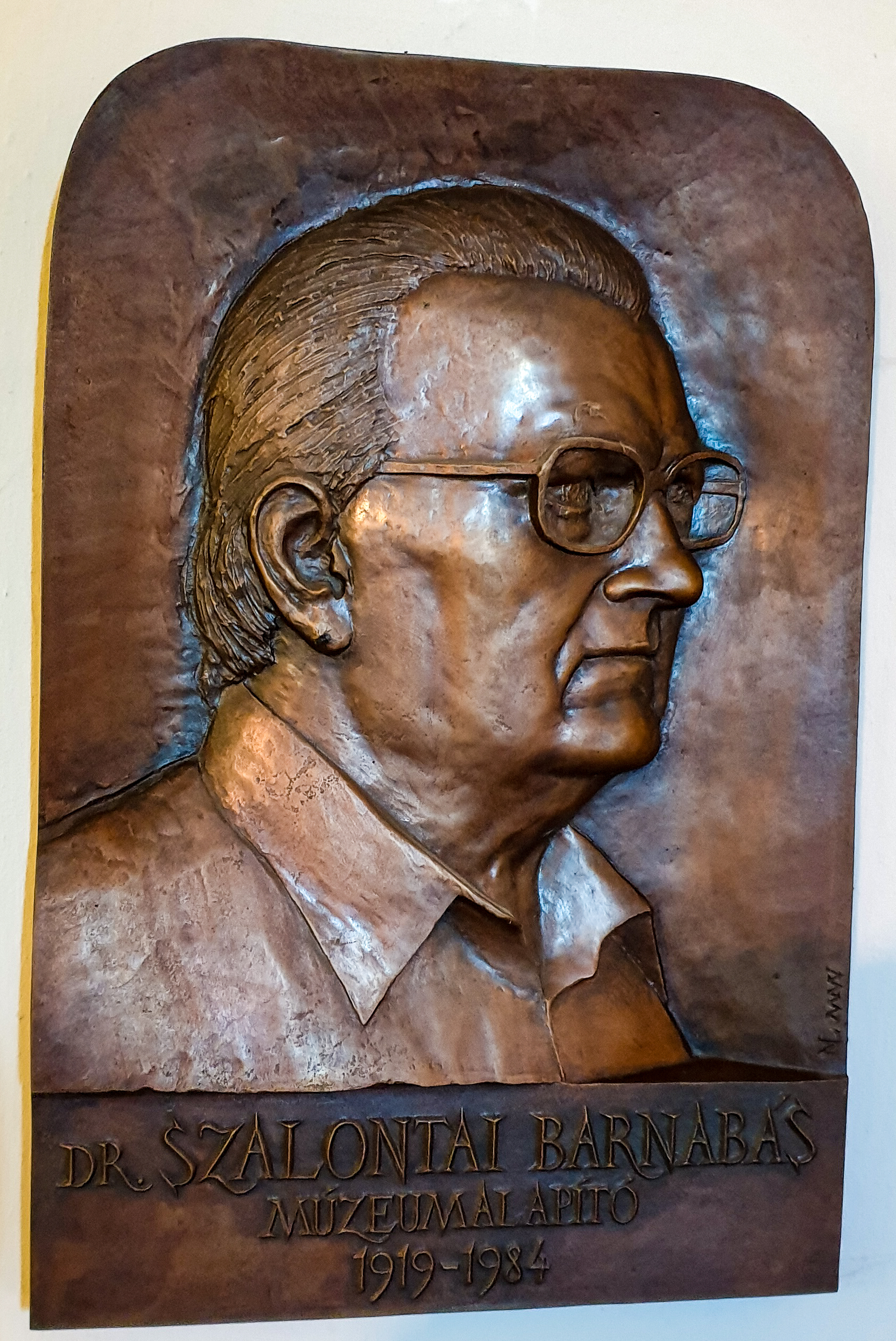
Dombormű-portréja

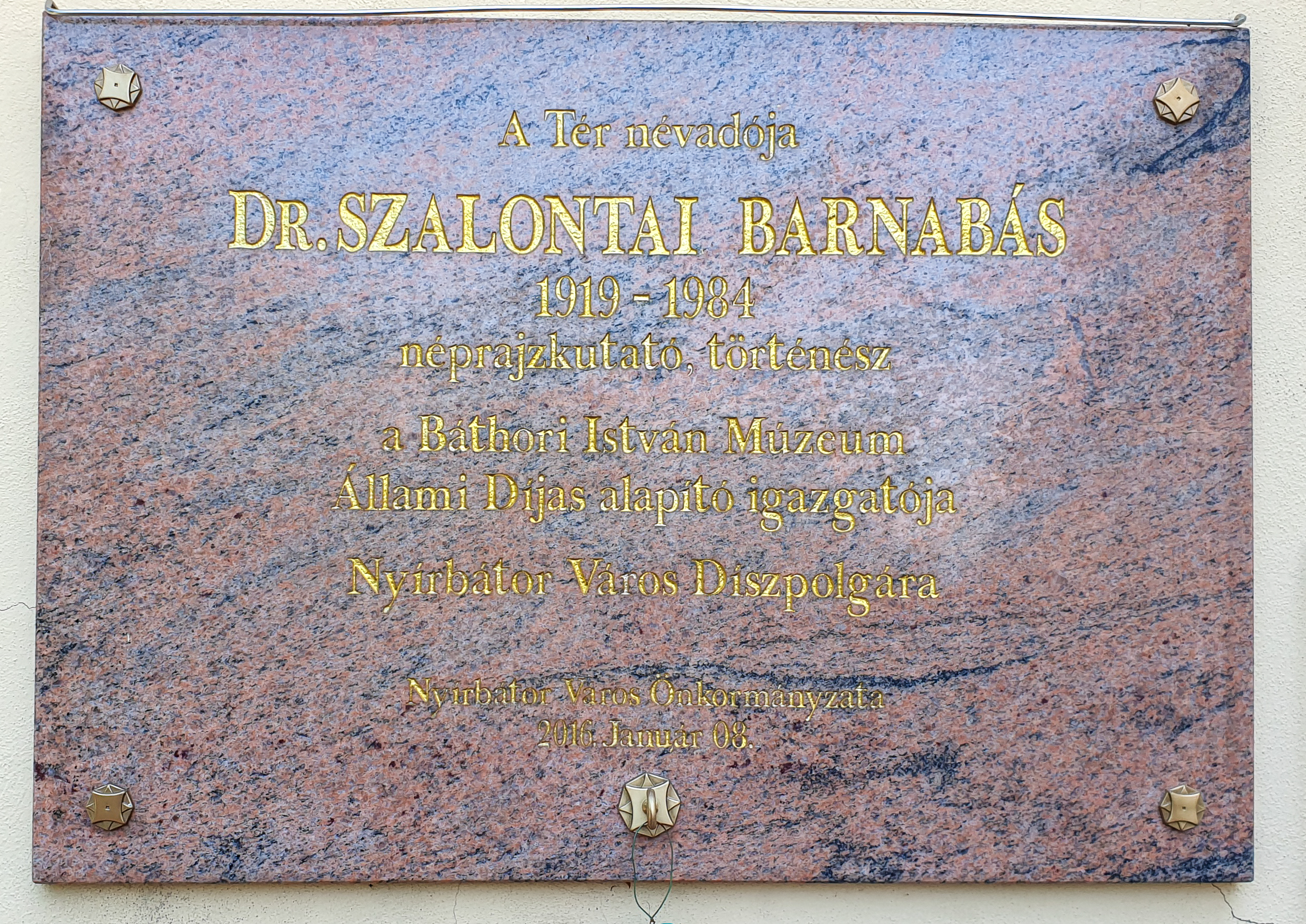
Emléktáblája Nyírbátorban

Szalontai Barnabás, 1947-ig Stiglitz (Ilosva, 1919. január 8. – Nyírbátor, 1984. március 5.) magyar néprajzkutató, történész, a nyírbátori Báthori István Múzeumnak a Magyar Népköztársaság Állami Díjával kitüntetett alapító igazgatója, Nyírbátor díszpolgára.

## Életpályája
Édesapja Szalontai Lajos (Stiglitz Lajos) községi jegyző volt Ilosván, Polgáron, Szilágynagyfaluban és Újtikoson. Édesanyja Szabó Anna.
Szalontai Barnabás Iskoláit a mezőkövesdi, hajdúböszörményi gimnáziumokban végezte, ez utóbbiban érettségizett. 1938 őszén a Debreceni Magyar Királyi Tudományegyetem jogi fakultására iratkozott be, tanulmányait 1941-től a pécsi egyetemen folytatta, itt szerzett  jogi abszolutóriumot 1943-ban.
1945 és 1947 között Nyíregyházán alispáni jegyző volt. 1948 tavaszán megnősült, felesége Lelik Ibolya (1921–1986) magyar-történelem szakos tanár, általános iskolai igazgató. Két gyermekük született: Szalontai Barnabás László (1949) villamosmérnök, Szalontai Judit (1953) könyvtár-népművelő szakos tanár.

## Nyírbátori munkássága
1947-ben Nyírbátorban lett járási jegyző. 1950-től a helybéli Dohánybeváltó Üzemben könyvelőként dolgozott. Nyíregyházán és Nyírbátorban a Bessenyei György Kör szervezője volt, fúvószenekart is alapított.
Az 1950-es években bőrintarziás könyvborítókat készített, az eljárást szabadalmaztatta. Grafikával is foglalkozott, rajzokat, akvarelleket, olajfestményeket alkotott. Grafikai és bőrintarziás munkái elismeréseképpen a Képzőművészeti Szövetség is a tagjai közé választotta.
1952-től a Nyírbátori Általános Iskolában pedagógusként működött, és még ez év decemberében megszerezte Nyíregyházán a rajztanári oklevelet. Tanárként bekapcsolódott Nyírbátor kulturális életébe, ez idő tájt merült fel benne a gondolat egy helytörténeti–néprajz gyűjtemény létrehozásáról. A városban folyó építkezések, főleg az 1953 nyarán a város főterének földmunkálatai során felszínre került, rendkívül gazdag régészeti leletanyagok lelkesítették őt és tanítványait is, akikkel aztán utcáról-utcára járva gyűjtötték a paraszti élet, a hagyományos paraszti kultúra tárgyi emlékeit.
1955-ben megalapította a Báthori István erdélyi vajdáról elnevezett múzeumot. A létrejött helytörténeti múzeum céljára sikerül megszereznie a volt minorita rendház épületét, majd az műemléki szempontból is helyreállítva lett a Báthori István Múzeum anyagának méltó helyet adó kiállítási tér: mára közel 40 ezer muzeális tárggyal rendelkezik, és 20 helyiségből áll. 1963. február 1-jétől főhivatású múzeumigazgatónak nevezte ki Dr. Csallány Dezső megyei múzeumigazgató. Vezetése alatt az intézmény az 1970-es évekre nemzetközileg is elismert tájmúzeummá vált. 
Közben, 1964-ben, az Egri Tanárképző Főiskolán történelem és rajz szakos tanári diplomát kapott. 1967-ben a Debreceni Egyetem Néprajzi Tanszékén bölcsészettudományi doktorátust szerzett, lektora Gunda Béla Herder-díjas professzor volt.
1960-ban megalakította a Múzeumi Baráti Kört, 1965-ben a város elé terjesztette a két templomot összekötő sétány terveit. 1966-ban létrehozta a Lengyel–Magyar Baráti Kört. 1967-ben a Zenei Napok egyik szervezője, az ünnepség alatt programokat szervezett a múzeumban.
A várkastélyt feltáró ásatások az 1970-es évekig tartottak, sikerült a magtár épület lebontását megakadályoznia. Ez lett az alapja a mára felújított Báthori Várkastélynak és panoptikumnak.
Szalontai Barnabás fáradhatatlanul dolgozott az általa létrehozott múzeum fejlesztésén, népszerűsítésén, hatalmas energiával és akarattal küzdött a város kulturális felemeléséért. Utolsó munkája a „Nyírbátor évszázadai” című új állandó kiállítás volt Báthori István Múzeumban; ennek a megnyitóját már nem érhette meg.

## Díjai
- 1970: Állami Díj.
- 1973: Nyírbátor várossá válása alkalmából Pro Urbe díj.
- 1981: Még életében díszpolgári címmel ismerték el kimagasló lokálpatrióta munkásságát.

## Emlékezete
2015-ben a Báthori István Múzeumban emlékszobát rendeztek be a tiszteletére.
2016-ban, születésének 97. évfordulóján, a város Római Katolikus Templom előtti terét róla nevezték el.

## Főbb művei
- Nyírbátor barokk emlékei (Nyírbátor, 1957)
- Entz Géza–Szalontai Barnabás: Nyírbátor (Budapest, 1959)
- Kalmár János–Szalontai Barnabás: A Báthoriak címeres kőemlékei (Nyíregyháza, 1963)
- M. Keresztes György nyírbátori fazekasmester munkássága (Nyírbátor, 1967)
- Kerámia a nyírbátori paraszti háztartásban (Debrecen, 1970)
- Báthori István Múzeum  (Nyírbátor, 1973)
- Viaszöntő népszokás Máriapócson (Nyírbátor, 1977)
- Nyírbátor – Minorita templom (Nyírbátor, 1980)
- Máriapócs – Kegytemplom (Nyírbátor, 1983)
- Nyírbátor népi építészete (Debrecen, 1984)